# Groupe de NGC 1589
Le groupe de NGC 1589 comprend au moins dix galaxies situées dans les constellations du Taureau et de l'Éridan. La distance moyenne entre ce groupe et la Voie lactée est d'environ 53,1 Mpc (∼173 millions d'al). Neuf de ces dix ces galaxies brillent dans le domaine des rayons X.

## Membres
Le tableau ci-dessous liste les neuf galaxies mentionnées selon l'ordre indiqué dans un article de Sengupta et Balasubramanyam paru en 2006. D'autre part, A.M. Garcia mentionne aussi l'existence de ce groupe dans un article publié en 1993. Cependant, la galaxie NGC 1593 ne figure pas dans sa liste, alors que la galaxie NGC 1620 (non brillante dans le domaine des rayons X) y figure. La dernière ligne du tableau résume les propriétés de cette galaxie.
| Nom      | Constellation | Classification | Type                        | α (J2000.0)   | δ (J2000.0)  | Vitesse radiale (km/s) | Magnitude apparente | Distance (Mpc) | Diamètre (kal) |
| -------- | ------------- | -------------- | --------------------------- | ------------- | ------------ | ---------------------- | ------------------- | -------------- | -------------- |
| NGC 1587 | Taureau       | E pec          | Elliptique                  | 04h 30m 39.9s | 00° 39′ 42″  | 3690 ± 9               | 11,7                | 53,4 ± 3,7     | 86             |
| NGC 1588 | Taureau       | E pec          | Elliptique                  | 04h 30m 43.8s | 00° 39′ 53″  | 3508 ± 10              | 12,9                | 50,8 ± 3,6     | 60             |
| NGC 1589 | Taureau       | Sab            | Spirale                     | 04h 30m 45.4s | 00° 51′ 49″  | 3793 ± 24              | 11,8                | 55,0 ± 3,9     | 157            |
| UGC 3072 | Taureau       | Im?            | Irrégulière magellanique    | 04h 31m 08.9s | 00° 50′ 39″  | 3606 ± 6               | 13,492 ± 0,017*a    | 52,2 ± 3,7     | 69             |
| UGC 3058 | Taureau       | SB(s)m         | Spirale barrée magellanique | 04h 29m 34.7s | 00° 46′ 08″  | 3753 ± 2               | 15,11 ± 0,23        | 54,4 ± 3,8     | 69             |
| NGC 1593 | Taureau       | S0^0?          | Lenticulaire                | 04h 32m 06.1s | 00° 34′ 02″  | 3772 ± 55              | 13,4                | 54,7 ± 3,9     | 88             |
| UGC 3080 | Taureau       | SAB(rs)c       | Spirale intermédiaire       | 04h 31m 55.3s | 01° 11′ 57″  | 3538 ± 3               | 13,17               | 51,2 ± 3,6     | 107            |
| UGC 3054 | Taureau       | Sdm            | Spirale magellanique        | 04h 28m 14.3s | 01° 03′ 11″  | 3895 ± 4               | 14,64               | 56,4 ± 4,0     | 87             |
| NGC 1586 | Éridan        | SB(s)bc        | Spirale barrée              | 04h 30m 38.2s | -00° 18′ 15″ | 3562 ± 2               | 13,2                | 51,6 ± 3,6     | 96             |
| NGC 1620 | Éridan        | SAB(rs)bc      | Spirale intermédiaire       | 04h 36m 37.4s | -00° 08′ 37″ | 3512 ± 1               | 12,3                | 51,0 ± 3,6     | 121            |

- aDans le proche infrarouge.

Le site DeepskyLog permet de trouver aisément les constellations des galaxies mentionnées dans ce tableau ou si elles ne s'y trouvent pas, l'outil du site constellation permet de le faire à l'aide des coordonnées de la galaxie. Sauf indication contraire, les données proviennent du site NASA/IPAC.